# Asiatische Brüder
Asiatische Brüder ist die Kurzbezeichnung für ein freimaurerisches Hochgrad-System, das 1782 von Hans Heinrich von Ecker und Eckhoffen ausgearbeitet und durch ihn und seinen Bruder Hans Karl besonders in den österreichischen Erblanden, aber auch in Norddeutschland Verbreitung fand. Seine volle Bezeichnung ist Orden der Ritter und Brüder St. Johannis des Evangelisten aus Asien in Europa. Die Ordensgeschichte ist Teil der Emanzipation der Juden in der deutschsprachigen Freimaurerei. − Die Asiatischen Brüder sind nicht zu verwechseln mit dem Grad Ritter St. Johannis des Evangelisten des noch aktiven Freimaurerischen und Militärischen Ordens vom Roten Kreuz Konstantins, vom Heiligen Grab und Johannes des Evangelisten mit vollkommen abweichenden Ritualinhalten.

## Vorgeschichte
Hans Heinrich von Ecker warb schon 1781 als Zugeordneter Meister vom Stuhl der Freimaurerloge Zu den sieben Himmeln in Wien für einen von ihm erfundenen Orden der Ritter und Brüder des Lichts, angeblich von den „sieben weisen Vatern, Vorstehern der sieben Kirchen in Asien“ errichtet, mit der Bestimmung, „Licht und Wahrheit zu verbreiten, Seligkeit und Frieden zu schenken und die echten geheimen Bilder der drei Grade der Brr. Freimaurer-Ritter aufzuschließen“. Das System hatte fünf Grade (Ritternovize vom 3., 5. und 7. Jahre, Levite und Priester). Durch Aufnahme und Betonung kabbalistischer Elemente im Ritual sollte die Aufnahme von Juden als „uralten echten Brüdern aus Asien“ ermöglicht werden, die in jener Zeit zur deutschen Freimaurerei und Rosenkreuzerei keinen Zugang hatten. Entsprechend den „sieben Kirchen“ bestand der Orden aus sechs Provinz- und einem Hauptkapitel. Ecker war Ordenskanzler. Wegen Auseinandersetzungen mit den Rosenkreuzern und aufgrund finanzieller Verwicklungen verließ er Wien und warb dann für seine „Lehrart“ in Berlin, der Orden wurde jedoch vom König aufgehoben.

## Entstehung des Ordens und systematischer Aufbau
Ecker erschien 1782 auf dem Wilhelmsbader Freimaurer-Konvent und gewann dort den Landgrafen Karl von Hessen für sein Projekt. Auf dessen Wunsch arbeitete er das System um. So entstanden die Ritter und Brüder St. Johannis des Evangelisten aus Asien in Europa, die Asiatischen Brüder, als eine „brüderliche Vereinigung edeldenkender frommer, gelehrter, erfahrener und verschwiegener Männer ohne Rücksicht auf Religion, Geburt und Stand“, bemüht, „nach den Anweisungen des Ordens die Geheimnisse aus den Erkenntnissen aller natürlichen Dinge zum Besten der Menschheit zu erforschen“. Juden, Brüder der sogenannten „Melchisedek-Logen“, waren weiterhin zugelassen, aber Gotteslästerern, Religionsspöttern und Majestätsverbrechern, d. h. solchen, die die „heiligen Rechte der Könige und Fürsten, die das Bild des Ewigen auf Erden sind, nur im geringsten verletzen“, war der Eintritt verweigert. Der Orden hatte wieder fünf Abteilungen, zwei Probestufen: Suchende und Leidende, und drei Hauptstufen: Ritter und Brüder, Weise Meister und Königliche Priester oder echte Rosenkreuzer (letztere auch Melchisedek Elus genannt). Ecker war mit diesem Ritus bereits 1782 wieder in Wien tätig. Ein Graf Sinzendorf war Großmeister, Fürst Karl von Lichtenstein Ordensprotektor. In seiner Schrift Abfertigung an den ungenannten Verfasser der verbreiteten sogenannten Authentischen Nachricht von den Ritter- und Brüder-Eingeweihten aus Asien (Hamburg 1788, S. 12) nennt Ecker den Marburger Mathematik- und Philosophieprofessor Johann Konrad Spangenberg (* 1711; † 1783) als aktives Mitglied des Ordens. Mitglieder waren auch der jüdische Heereslieferant und spätere Jakobiner  Thomas von Schönfeld, der in Paris auf der Guillotine endete, der preußische Hoffaktor Isaak Daniel Itzig und der Kabbalist Ephraim Joseph Hirschfeld. Der Herzog Ferdinand von Braunschweig führte den Titel eines General-Obermeisters des Ordens.

## Lehrinhalte
Das Internationale Freimaurer-Lexikon (s. Quellen) beschreibt die Organisation des Ordens als eine Nachahmung der rosenkreuzerischen. Im Grunde seien die Asiatischen Brüder „nichts anderes als eine Absplitterung der Rosenkreuzer, in der das kirchliche, ja auch christliche Element fast völlig ausgeschaltet war.“ Der Inhalt der Lehre sollte die „echten Geheimnisse und moralisch-physischen Aufschlüsse der Hieroglyphen des Ordens der Ritter und Bruder Freimaurer“ darlegen. Die Zahlensymbolik des Martinismus wurde mit kabbalistischen Elementen der Rosenkreuzer verbunden. Auf den beiden höchsten Ordensstufen werde Geistesbeschwörung getrieben.

## Ende des Ordens
Der Orden in Österreich endete mit den die Freimaurerei einschränkenden Maßnahmen  Josephs II. im Jahr 1785. Der Kampf Ignaz von Borns und des Fürsten Johann Baptist Karl von Dietrichsteins gegen die Asiatischen Brüder trug wesentlich zum Erlass des sog. Freimaurerpatents bei, obgleich in den Listen des Ordens die Namen sehr vieler Adelsgeschlechter der josephinischen Zeit standen. In Norddeutschland (und wohl auch in Skandinavien) scheint er längeren Bestand gehabt zu haben.